# Мері Бейкер Едді
Мері Бейкер Едді (англ. Mary Baker Eddy; 16 липня 1821, Бау — 3 грудня 1910) — американська богословка, проповідниця, цілителька та письменниця. Авторка доктрини християнської науки, в основу якої лягла її праця «Наука та здоров'я» 1875 року.

## Біографія
Народилася у Бау, Нью-Гемпшир, молодшою з 6 дітей Ебігейл і Марка Бейкерів. Батьки виховували її в конгрегаціоналістській вірі, однак у ряд її догм, на кшталт первородного гріха і приречення, Бейкер не вірила.
Мері Бейкер відрізнялася дуже слабким здоров'ям. У жовтні 1862 року стала пацієнткою лікаря Фінеаса Куїмбі, чиї незвичайні методи тимчасово полегшили її стан. Пізніше Бейкер розчарувалася в магії та гіпнозі, сам лікар сказав, що він у неї почерпнув куди більше, ніж вона у нього. У лютому 1866 року Бейкер сильно пошкодила спину, після чого все більше почала навертатися до Бога.
10 грудня 1843 року Бейкер одружилася з Джорджем Вашингтоном Гловером. 27 червня 1844 він помер від тропічної гарячки, а через два місяці Бейкер народила сина. Після смерті чоловіка Бейкер вирішила дарувати свободу всім його рабам. Проблеми зі здоров'ям та фінансові проблеми заважали їй доглядати сина, тому його передали Марку Бейкеру.
1853 року Мері одружилася зі стоматологом Деніелом Паттерсоном, що обіцяв усиновити її сина. Стан Бейкер все погіршувався, зокрема, у неї поглиблювалася депресія через ухиляння Паттерсона від усиновлення Джорджа-молодшого. Він також зраджував її, мало заробляв та закладав її майно. 1873 року вона розлучилася.
1877 року Бейкер одружилася з Гілбертом Едді. Вони перебралися до Бостона, 1882 року, того ж року чоловік помер.
3 грудня 1910 року Мері Бейкер Едді померла у 89-річному віці, похована 8 грудня. Її смерть стала потрясінням, газети в цілому світі писали про це.

## Діяльність
У юному віці Мері почала чути голоси, які називали її на ім'я і доносилися нізвідки. Пізніше, під час навчання в Пембрукській Академії у неї стався ще дивніший випадок. З місцевої психіатричної лікарні втік хворий, який прийшов на шкільний двір і неабияк налякав присутніх там дітей. Тільки Мері це не злякало. Вона сміливо підійшла до озброєного і спокійно вивела його за межі двору. Наступної неділі хворий повернувся. Прийшовши в церкву, він підсів на лаву сім'ї Бейкер. Після закінчення служби утікач залишив церкву без найменшого опору.
Бейкер працювала над політичними статтями для «New Hampshire Patriot» і заробляла цим на життя, паралельно підробляла вчителькою.
1875 року Мері Бейкер Едді опублікувала свій магнум опус — працю «Наука та здоров'я». Саме ця праця пізніше лягла в основу християнської науки. Останні свої дні Мері Бейкер Едді присвятила створенню власної церкви та доопрацювання «Науки та здоров'я». Заснувала Метафізичний коледж Массачусетсу 1881 року, за 7 років там було підготовлено близько 800 студентів, більшість них стали цілителями та проповідниками. 1889 року вона закриває коледж, щоб більше концентруватися на своїй праці. Її книга перевидавалася 400 разів, 6 разів піддавався глобальним переробленням. На сьогодні книга перекладена 17 мовами — зокрема шрифтом Брайля.